# Революция 1848—1849 годов в Тоскане
Революция 1848—1849 годов в Тоскане — борьба за независимость от фактического Австрийского правления.

## Предпосылки
Когда в 1840-х годах в Италии усилилось национальное движение и стремление к реформам, правительство Леопольда II Габсбурга первоначально старалось идти в уровень с назревшими общественными потребностями. Оно отклонило предложение Австрии о военном вмешательстве и в 1847 году обещало либеральные реформы. В том же году, после отречения от престола Карла II, герцога Лукки, Лукка с своей областью была присоединена к Тоскане. Взамен этого приобретения Тоскана, согласно договорам 1817 и 1844 годов, уступила округа Понтремоли герцогству Парме, а округ Фивиццано — герцогству Модене. 15 февраля 1848 года Леопольд II, по примеру неаполитанского короля, даровал Тоскане конституцию. В это время в Ломбардии вспыхнуло восстание против австрийского владычества; тосканские войска также выступили против Австрии.

## Ультрадемократы у власти
26 июня в Палаццо Веккьо, в зале шестнадцатого века, состоялось открытие новорождённого тосканского парламента. 17 августа Леопольд II был вынужден отправить в отставку умеренное правительство Ридольфи, заменив его Каппони. Затем, 25 августа, после того как в Ливорно вспыхнуло «демократическое» восстание, возглавленное Геррацци, 9 октября Каппони подал в отставку. 27 октября Леопольд уступил давлению и передал эту должность демократу Монтанелли, который назначил Геррацци министром внутренних дел и провозгласил ультрадемократическую политику, направленную на союз с другими итальянскими государствами за совместное возобновление войны с Австрией.
В тронной речи 10 января 1849 года Леопольд II обещал возобновление национальной войны с Австрией и созыв во Флоренции учредительного собрания для решения вопроса о политическом преобразовании всей Италии.

## Провозглашение республики
Сам Леопольд II, однако, был противником своих новых министров. 30 января он уехал из Флоренции в Сиену, а затем в Порто-Санто-Стефано, где поселился на английском военном корабле. Отсюда он организовал сопротивление, приказав тосканским войскам генерала Де Ложье (героя Куртатоне и Монтанары) двинуться на Флоренцию и восстановить власть великого князя. Операция началась 17 февраля, но солдаты Де Ложье отказались сражаться против колонны добровольцев, присланной им навстречу из Ливорно, и генералу пришлось бежать. 21 февраля Леопольд II покинул Флоренцию и бежал в крепость Гаэту. 
Между тем, 8 февраля Мадзини прибыл в Ливорно, приветствуемый ликующей толпой: именно он объявил о бегстве великого князя и его семьи, а толпа ответила: «Да здравствует республика!». Во Флоренции 9 февраля был создан триумвират в составе Герацци, Монтанелли, Маццони, который написал новую конституцию и 15 февраля провозгласил республику. Месяц спустя учредительное собрание Флоренции 27 марта провозгласило Геррацци диктатором. Монтанелли уехал из Флоренции в Париж в качестве посла.
Главным противником нового республиканского правительства был муниципалитет Флоренции. В апреле 1849 года умеренная либеральная партия устроила контрреволюцию. Поводом послужили столкновения 9-11 апреля между флорентийцами и добровольцами Ливорно, поддерживавшими Геррацци. 12 апреля на поддержку флорентийцам пришла толпа крестьян, которая разрушила символы новорожденной республики и зявила о подчинении муниципалитету. Герацци и его сторонники были арестованы (он остался в тюрьме до июля 1853 г., затем был в ссылке), а великий герцог был приглашён вернуться и управлять страной в духе изданной им конституции. Республика была упразднена. Только  в ультрадемократическом Ливорно сохранилось «народное» правительство, противостоящее новым флорентийским регентам (Каппони, Рикасоли, Серристори).

## Австрийское вторжение в Тоскану
Леопольд II, не возвращаясь во Флоренцию, назначил новое правительство Серристори и попросил помощи у австрийцев. Фельдмаршал-лейтенант Костантин д'Аспре после повторной оккупации Пармы явился под Апеннины со своим 2-м армейским корпусом. Вся экспедиция насчитывала 18 000 человек, а также сотню пушек и «всего необходимого для настоящей военной кампании». 5 мая д'Аспре повел свой корпус на оккупацию Лукки, 6 мая занял Пизу и двинулся к Ливорно, городу, восставшему против правительства Флоренции и управляемому мадзинистской хунтой.
В Пизе д'Аспре была опубликована прокламация, в которой сообщалось, что он прибыл в Тоскану, чтобы восстановить порядок и безопасность. Он также признал власть гражданского правительства Серристори, но принял командование великокняжеской армией. Тосканская армия сопротивления не оказала, и войска, дислоцированные в оккупированных губерниях, охотно «побратались» с немцами. 12 мая после штурма был захвачен Ливорно, и начались репрессии. Тем временем умеренные флорентийцы энергично протестовали против иностранного вторжения. 
Несмотря на протесты д'Аспре двинул свой корпус на Эмполи и издал новую прокламацию, адресованную «жителям Флоренции», в которой заявил, что вторжение было обусловлено «долгом... поддаться желанию великого князя покончить с состоянием анархии, при котором долгое время стонала ваша прекрасная страна.... теперь, призванный твоим князем, я прихожу со своим оружием и войсками в твой город, как друг, как твой союзник». 25 мая д'Аспре вошел во Флоренцию, занял базу в форте Фортецца-да-Бассо и, по соглашению с Серристори, приказал распустить Национальную гвардию и разоружение граждан, ввёл осадное положение и передал под юрисдикцию австрийских военных судов также приговоры об общеуголовных преступлениях. Через несколько дней Серристори отказался от свох полномочий и объявил о формировании нового правительства во главе с Бальдассерони. 
Леопольд II вернулся во  Флоренцию только 28 июля и объявил скромную амнистию, пообещав также новую конституцию. Чтобы санкционировать фактическое оккупационное состояние, 27 апреля 1850 Леопольд II подписал военную конвенцию с Австрией, которая предусматривала содержание экспедиционного корпуса численностью 10 тысяч солдат (австрийские войска были выведены только весной 1855 года). В сентябре 1850 действие новой конституции было приостановлено, а в мае 1852 она была совсем отменена.